# جيرمين براون (منافس ألعاب قوى)
جيرمين براون (بالإنجليزية: Jermaine Brown)‏ هو منافس ألعاب قوى جامايكي، ولد في 4 يوليو 1991.

## وصلات خارجية
- جيرمين براون على موقع الاتحاد الدولي لألعاب القوى (الإنجليزية)